# Liste der Naturschutzgebiete im Rhein-Neckar-Kreis
Im Rhein-Neckar-Kreis gibt es 51 Naturschutzgebiete. Für die Ausweisung von Naturschutzgebieten ist das Regierungspräsidium Karlsruhe zuständig. Nach der Schutzgebietsstatistik der Landesanstalt für Umwelt, Messungen und Naturschutz Baden-Württemberg (LUBW)  stehen 3063,58 Hektar der Kreisfläche unter Naturschutz, das sind 2,89 Prozent.
| Name                                                | Bild | Kennung               | Einzelheiten | Position | Fläche Hektar | Datum         |
| --------------------------------------------------- | ---- | --------------------- | --- | -------- | ------------- | ------------- |
| Wüstnächstenbach und Haferbuckel                    |      | 2.010 WDPA: 82951     | Weinheim Bergnase der Bergsträßer Pleistozänterrasse (über Granit) mit thermophilen Wald- und Gebüsch-Gesellschaften; Trockengebüsche und Trockenwald, teilweise felsiger Untergrund mit Trockenrasen. | ⊙        | 8,9           | 17. Aug. 1937 |
| Wendenkopf                                          |      | 2.011 WDPA: 82894     | Schriesheim Bewaldete Bergkuppe im südlichen Odenwald. Untergrund Quarzporphyr. | ⊙        | 55,9          | 15. März 1939 |
| Ketscher Rheininsel                                 |      | 2.013 WDPA: 82058     | Brühl, Ketsch Naturnahe Rheinauenlandschaft, ehemaliger Mäanderbogen mit Gleit- und Prallufer, periodisch überflutete Weich- und Hartholzauen und Ulmen Hainbuchenwälder, im Wechsel mit Streuwiesen; Lebensraum einer arten- und individuenreichen Tierwelt, insbesondere Vögel und Schmetterlinge. | ⊙        | 476,4         | 23. Dez. 1983 |
| Brühlwiesen                                         | BW   | 2.050 WDPA: 81473     | Sinsheim Kleinräumiger Ausschnitt des Elsenztales, in dem in charakteristischer Weise feuchte Auebiotope (Wiesen, Weidengebüsch, Großseggenried, Schilfbestände) mit trockenwarmen Lebensräumen des anschließenden unteren Talhanges (Steinriegel, Trockenrasen, Obst- und Feldgehölz) miteinander in engem räumlichen Zusammenhang stehen. | ⊙        | 4,0           | 26. Feb. 1981 |
| Felsenberg                                          |      | 2.051 WDPA: 81650     | Neckargemünd Lebensraum von Pflanzen- und Tiergemeinschaften, insbesondere Brut- und Rastplatz für bedrohte Vogelarten sowie Lebensraum für seltene Spinnentiere und Amphibien. | ⊙        | 5,9           | 9. März 1981  |
| Kranichsberg                                        |      | 2.052 WDPA: 164234    | Eberbach Lebensraum von Pflanzen- und Tiergemeinschaften, insbesondere Brut- und Rastplatz bedrohter Vogelarten. | ⊙        | 8,4           | 21. Apr. 1981 |
| Steinbruch Sulzbach                                 | BW   | 2.056 WDPA: 82627     | Weinheim Trocken- und Halbtrockenrasen als Lebensraum thermophiler Pflanzengesellschaften und wärmeliebender Insekten. | ⊙        | 2,4           | 7. Dez. 1981  |
| Todtenbronnen                                       | BW   | 2.059 WDPA: 82720     | Schönbrunn Naturnahes Quellengebiet mit Pflanzengemeinschaften feuchtnasser Standorte, ausgedehnte Großseggenriede mit Weiden-Faulbaumgebüsch, Pfeifengraswiesen mit floristischen Seltenheiten, reichhaltige Wasserinsekten- und Amphibienfauna. | ⊙        | 15,0          | 12. Nov. 1982 |
| Wagbachniederung                                    |      | 2.064 WDPA: 82851     | Oberhausen-Rheinhausen, Neulußheim Vielfältig strukturiertes Feuchtgebiet in der Randniederung der Rheinaue als Brutstätte vom Aussterben bedrohter Vogelarten, als Rast- und Nahrungsplatz nordeurasischer Zugvögel, mit großen vielfältig gegliederten Schilfbeständen, ausgedehnten Schlammflächen und Resten des früher bedeutendsten Moores in der Rheinaue. | ⊙        | 222,5         | 8. Juli 1983  |
| Steinbruch Kirchardter Berg                         | BW   | 2.075 WDPA: 165698    | Sinsheim Kalksteinbruch und seine unmittelbare Umgebung als wertvoller Sekundärbiotop mit ungestört verlaufender Sukzession; wertvolles Studienobjekt für die wissenschaftliche Forschung. | ⊙        | 11,3          | 27. Juli 1984 |
| Waibstädter Schwarzbachaue                          |      | 2.076 WDPA: 166131    | Waibstadt Natürliche Talaue mit Feuchtbiotopen und Wiesenflächen; von wissenschaftlichem Interesse ist die Beobachtung der faunistisch-floristischen Bestandsentwicklung im Bereich nährstoffreicher Nachklärteiche. | ⊙        | 40,4          | 27. Juli 1984 |
| Schwetzinger Wiesen-Riedwiesen                      |      | 2.077 WDPA: 165530    | Brühl, Schwetzingen, Edingen-Neckarhausen Vielfältiges Mosaik zahlreicher sehr unterschiedlicher Biotope mit hoher ökologischer Bedeutung. | ⊙        | 150,4         | 16. Nov. 1984 |
| Backofen-Riedwiesen                                 |      | 2.078 WDPA: 162320    | Mannheim, Brühl, Edingen-Neckarhausen (Rhein-Neckar-Kreis) Vielfältiges Mosaik zahlreicher sehr unterschiedlicher Biotope mit hoher ökologischer Bedeutung. | ⊙        | 147,7         | 16. Nov. 1984 |
| Malscher Aue                                        |      | 2.082 WDPA: 164562    | Bad Schönborn, Malsch, Mühlhausen Feuchtgebiet von regionaler Bedeutung, Bachaue entlang des Hengstbaches mit letzten zusammenhängenden Schilf-, Seggen- und Hochstaudenflächen, Bachvegetation, Hecken- und Waldrandbereiche; Lebensraum von z. T. erheblich gefährdeten Pflanzen- und Tierarten. | ⊙        | 23,9          | 13. Juni 1985 |
| Frauweilerwiesen                                    |      | 2.086 WDPA: 163144    | Wiesloch Wechselfeuchte Wiesen und durch Tonabbau entstandenes Feuchtgebiet als Laich- und Brutplatz gefährdeter Fisch-, Amphibien-, Vogel- und Kleinsäugerarten. | ⊙        | 12,3          | 17. Okt. 1985 |
| Zugmantel-Bandholz                                  |      | 2.088 WDPA: 166429    | Sandhausen Sekundärbiotop auf dem Gelände einer ehemaligen Sandgrube, Vielzahl von Teilbiotopen; auf engem Raum ein Nebeneinander von Trocken- und Feuchtbiotopen, optimaler Lebensraum für viele bedrohte Arten. | ⊙        | 16,0          | 19. Dez. 1985 |
| Sallengrund-Waldwiesen                              | BW   | 2.090 WDPA: 165286    | Dielheim Grundwasserbeherrschte Talaue mit Feuchtvegetation der Wälder, Wiesen, Schilf- und Seggenbestände, bis hin zum Bruchwald. | ⊙        | 33,3          | 21. Mai 1986  |
| Neckarufer Seitelsgrund-Moosklinge                  |      | 2.094 WDPA: 164769    | Eberbach, Schönbrunn Ausgeprägte Neckarlandschaft mit markantem Prallhang, naturnahe Waldbestockung mit artenreichen Laubholzwäldern und Geophyten, Farnen und Moosen; naturnaher Lebensraum für gefährdete Vogelarten, Insekten und Schnecken. | ⊙        | 47,3          | 18. Nov. 1986 |
| Altneckar Wörth-Weidenstücker                       |      | 2.098 WDPA: 166007    | Heidelberg, Edingen-Neckarhausen Erhaltung und Förderung der verschiedenen für die Flusslandschaft am unteren Neckar typischen und teilweise zunehmend gefährdeten Pflanzengesellschaften, deren Vegetationsmosaik der standörtlichen Vielfalt entspricht | ⊙        | 16,7          | 17. Dez. 1986 |
| Neckaraue zwischen Botzheimer Wasen und Obere Wörth | BW   | 2.099 WDPA: 166010    | Ladenburg Erhaltung und Förderung einer auentypischen Fauna, insbesondere europäischer Vogelarten, die vielfach gefährdet und teilweise vom Aussterben bedroht sind | ⊙        | 5,5           | 17. Dez. 1986 |
| Altneckarschleife-Neckarplatten                     |      | 2.100 WDPA: 166008    | Ilvesheim, Ladenburg, Edingen-Neckarhausen Sicherung des räumlich engen Verbundes von Lebensräumen für Pflanzen und Tiere, die insbesondere für wandernde Tierarten als Brut-, Rast-, Nahrungs- und Überwinterungsgebiet von lebenswichtiger Bedeutung sind | ⊙        | 84,9          | 17. Dez. 1986 |
| Landschaft am Waldangelbach                         | BW   | 2.106 WDPA: 164335    | Rauenberg, Wiesloch Naturnahe Bachaue und verschiedengestaltige Sekundärbiotope inmitten einer stark beanspruchten Umgebung; Refugium für zahlreiche Tier- und Pflanzenarten (NR: Kraichgau). | ⊙        | 11,5          | 30. Okt. 1987 |
| Teiche am Landgraben                                |      | 2.107 WDPA: 165845    | Weinheim Regional bedeutsames Feuchtgebiet, Refugium vielfach gefährdeter Pflanzen- und Tiergesellschaften in einer stark beanspruchten Umgebung (NR: Hessische Rheinebene). | ⊙        | 2,9           | 30. Okt. 1987 |
| Rohrwiesen und Gänswiesen                           |      | 2.113 WDPA: 165213    | Hemsbach, Laudenbach Teil der prähistorischen Neckaraue, Rückhaltebecken mit Dauerstau, Amphibienpopulation. | ⊙        | 11,6          | 24. Okt. 1988 |
| Sandgrube am Grafenrain                             |      | 2.117 WDPA: 165306    | Mauer Paläontologisch hochwertige Sandgrube mit typischen Bodenprofilen (z. B. Lößsteilwand) mit den daran angepassten Insekten; Sekundärbiotop mit Pflanzen- und Tiergesellschaften, angepasst an trockene bis feuchte Standorte. Fundort des Unterkiefers von Mauer. | ⊙        | 5,3           | 23. Dez. 1988 |
| Kallenberg und Kaiserberg                           |      | 2.120 WDPA: 164006    | Eschelbronn, Neidenstein Typischer Landschaftsausschnitt des Kraichgaus mit naturnahen Biotoptypen wie Gebüsche, Halbtrockenrasen, Wiesen; Sekundärbiotope wie Steinbrüche und Halden und unterschiedliche geologische Aufschlüsse; die hohe Biotopvielfalt bewirkt ein weitreichendes Artenspektrum (NR: Kraichgau). | ⊙        | 39,6          | 6. Sep. 1989  |
| Feuchtgebiete am Ilvesbach                          | BW   | 2.121 WDPA: 163065    | Sinsheim In ihrer Struktur noch weitgehend natürliche Bachaue, die durch Umwandlungs- und Gestaltungsmaßnahmen ökologisch noch aufgewertet wird; Feuchtgebiet mit überregionaler Bedeutung als Brut- und Rastbiotop für Vögel. | ⊙        | 39,1          | 5. Okt. 1989  |
| Hilsbacher Bruchwiesen                              | BW   | 2.124 WDPA: 163677    | Sinsheim Eine der letzten Grabenauen im Kraichgau, mit typischen Wiesen- und Schilfgebieten. | ⊙        | 19,9          | 29. Dez. 1989 |
| Hockenheimer Rheinbogen                             |      | 2.128 WDPA: 163719    | Altlußheim, Hockenheim, Ketsch Biologisch vielfältige sekundäre Feuchtbiotope (hauptsächlich Ziegeleigruben), die sich zu Lebensräumen von hoher ökologischer Bedeutung in der Kulturlandschaft entwickelt haben; Reste früher ausgedehnter Grünlandflächen; an unterschiedliche Feuchtigkeit angepasste Vegetation der Sekundärgewässer, Gräben, Röhrichte, Riedreste, Wiesen, Gebüsche, Hecken und Wälder mit zahlreichen gefährdeten bis vom Aussterben bedrohten Pflanzenarten, Insekten-, Amphibien- und Vogelarten. | ⊙        | 640,4         | 29. Jan. 1990 |
| Hochholz-Kapellenbruch                              |      | 2.143 WDPA: 163707    | Malsch, Rauenberg, Wiesloch, Sankt Leon-Rot 3 Teilgebiete. Naturnahe Ausläufer der Kinzig-Murg-Rinne mit feuchten Wiesen; naturnahe Waldgesellschaften, noch ursprünglich bewirtschaftete landwirtschaftliche Nutzflächen; die Vielzahl von Biotoptypen soll erhalten und gefördert werden. | ⊙        | 263,7         | 10. Feb. 2011 |
| Schafhof-Teufelsloch                                |      | 2.147 WDPA: 165352    | Hemsbach Charakteristisches Tal des "Bergsträßer Odenwaldes" mit Trockenrasen, Halbtrockenrasen, Streuobstwiesen, Trockenmauern, Saum- und Grünlandgesellschaften, Röhrichten, Feuchtwiesen, Sickerquellen und Bachauen. | ⊙        | 34,4          | 20. Dez. 1991 |
| Hoffenheimer Klinge                                 | BW   | 2.160 WDPA: 163730    | Sinsheim Prallhang der Elsenz und Klinge; durch Abbau entstandener Sekundärbiotop mit unterschiedlichen Sukzessionsflächen; Hohlweg- und Böschungssystem als kulturhistorische geologische Erscheinungsform mit einem Mosaik aus halbtrockenen und frischen Standorten. | ⊙        | 22,3          | 21. Dez. 1992 |
| Oftersheimer Dünen                                  |      | 2.161 WDPA: 164931    | Oftersheim Binnendünenzug, angrenzende Flugsandfelder mit offenen Sandflächen, mit spezifischer Sandrasenflora und -fauna, Reste eines Kalk-Kiefernwaldes, durch Streunutzung entstandener, kleinflächiger, lückiger Kiefernwald und blütenreiche Säume. | ⊙        | 50,5          | 23. Dez. 1992 |
| Nußlocher Wiesen                                    |      | 2.168 WDPA: 164851    | Leimen, Nußloch, Walldorf, Wiesloch Für den Naturraum typische, ausgedehnte Wiesenniederung mit unterschiedlichen standörtlichen Gegebenheiten mit angepasstem Vegetationsmosaik aus Pflanzengesellschaften, die Trockenheit bzw. Feuchtigkeit anzeigen. | ⊙        | 69,3          | 27. Aug. 1993 |
| Gräbenwiesen, Spechbach, Weidichberg und Birkenwald |      | 2.170 WDPA: 163295    | Mühlhausen Reste einer ursprünglichen, landschaftstypischen Kulturlandschaft mit zahlreichen, ausgeprägten Strukturelementen wie Hohlwegen, kleinen Terrassen und Stufenrainen mit angepassten Pflanzengesellschaften wie Ackerwildkräuter, Halbtrockenrasen, Feuchtwiesen und -gebüsche, Erlenbruch- und Erlen-Eschen-Wälder; Waldangelbach und Rückhaltebecken mit Vorbecken als Brut-, Rast- und Überwinterungsraum für Wasservögel; gewässerbegleitende Gehölzbestände. | ⊙        | 44,4          | 15. Dez. 1993 |
| Hirschacker und Dossenwald                          |      | 2.171 WDPA: 163696    | Mannheim, Schwetzingen Binnendünenzug, Flugsandfelder und Waldstreifen des Neckarschwemmfächers; offene Sandflächen mit spezifischer Sandrasenflora und -fauna und ein einzigartiges Flechtenvorkommen; lückige Kiefernwälder und geophytenreiche Eichen-Hainbuchen-Wälder auf den schweren Böden des Neckarschwemmfächers | ⊙        | 128,9         | 16. Dez. 1993 |
| Dammstücker                                         | BW   | 2.172 WDPA: 162700    | Nußloch Sekundärbiotope als Lebensraum heimischer Pflanzen und Tiere; Laichplatz für Amphibien, Brutplatz seltener Vogelarten, Rastgebiet für Zugvögel, Lebensraum für Reptilien, Fledermäuse und Insekten; umfangreiche Feldgehölze und extensive Wiesen. | ⊙        | 19,5          | 23. Dez. 1993 |
| Sotten                                              | BW   | 2.179 WDPA: 165603    | Neckargemünd Rodungsinsel, waldumschlossenes Wiesental; aquatische, amphibische und terrestrische Lebensräume in Quellen, Fließgewässern, Waldrändern, Feldgehölzen und Wäldern sowie auf Wiesen und extensiv genutzten Ackerflächen; Rastgebiet für Zugvögel. | ⊙        | 18,5          | 15. Juli 1994 |
| Steinbruch Leimen                                   |      | 2.191 WDPA: 165700    | Heidelberg, Leimen (Baden) Muschelkalksteinbruch mit Stollensystem; Lebensraum verschiedener, in großer Individuenzahl vorkommender Fledermausarten; zeitweise, bis dauernd wasserführende Gewässer als Lebensraum seltener, vom Aussterben bedrohter Amphibien; einzigartiges Mosaik unterschiedlicher, sich ergänzender Lebensräume auf kleiner Fläche. | ⊙        | 22,0          | 10. Okt. 1995 |
| Elsenzaue-Hollmuthang                               | BW   | 2.202 WDPA: 162932    | Bammental, Neckargemünd Natürlicher Bachlauf der Elsenz mit Steilufern, Prall- und Gleithängen; bachbegleitender Silberweiden-Erlen-Galeriewald mit vorgelagerten Gebüschen, Hecken und Hochstaudenfluren; Auwiesen und Auwälder, ausgedehnte Hang- und Obstwiesen; regional bedeutsames Landschaftsbild. | ⊙        | 58,0          | 4. Juli 1996  |
| Sauerwiesen-Fuchsloch                               | BW   | 2.205 WDPA: 165332    | Dielheim, Wiesloch Naturnahe Standorte der Talaue und Randbereiche mit spezieller und vielfältiger Feuchtgebietsvegetation (Erlen-Bruchwald, Feuchtwiesen, Röhrichte und Seggenbestände) sowie trockene Hänge mit einem Mosaik aus Halbtrockenrasen, Streuobstwiesen, Hecken, Wäldern und Rainen (Lößböschungen) mit seltenen und gefährdeten Tier- und Pflanzenarten; regional bedeutsames Landschaftsbild. | ⊙        | 60,8          | 18. Dez. 1996 |
| Unteres Schwarzbachtal                              |      | 2.208 WDPA: 166025    | Eschelbronn, Meckesheim, Zuzenhausen Natürlicher Bachlauf mit Steilufern, Prall- und Gleithängen und extensiv genutztem Gewässerrandstreifen, Silberweiden-Erlenwald, Auwiesen und Auwälder, Quellbereiche, Wiesen, Halbtrockenrasen, Gebüsche, Gehölze und Obstbäume am Hang des "Ober dem Schwarzig"; vernetzte Lebensräume; bedeutsames und typisches Landschaftsbild. | ⊙        | 40,3          | 30. Juli 1997 |
| Mauermer und Bammentaler Elsenztal                  |      | 2.210 WDPA: 164586    | Bammental, Mauer, Meckesheim Den natürlichen Bachlauf der Elsenz mit Steilufern, Prall- und Gleithängen, begleitender Silberweiden-Erlenwald, Naßwiesen, Seggenriede und Röhrichte, Gebüsche und Hochstaudenfluren; Wiesen, Halbtrockenrasen, Gebüsche, Gehölze und Obstbäume an den Talflanken; Altholzbestände; Lebensräume besonders störempfindlicher und stark gefährdeter Vogelarten. | ⊙        | 162,0         | 12. Dez. 1997 |
| Ölberg                                              |      | 2.212 WDPA: 318912    | Dossenheim, Schriesheim Beherrschende Randerhebung des vorderen Odenwaldes; naturnahe und kulturbedingten Wald-, Gebüsch- und Saumgesellschaften in unterschiedlichen Entwicklungsstadien und standörtlichen Ausprägungen als Lebensraum zahlreicher bedrohter Tier- und Pflanzenarten; durch Gesteinsabbau entstandene, von mikroklimatisch extremen Schwankungen und nährstoffarmen Bedingungen geprägte Standorte wie Gesteinsterrassen und Felswände, Schutthalden und temporäre Flachgewässer; die fortschreitenden dynamische Sukzessions- und Wiederbesiedlungsprozesse im ehemaligen Steinbruchgelände soll gelenkt werden, eine vielfältige Biotopstruktur mit hoher Artendiversität soll erhalten werden bzw. Entstehen. Schonwald (LWaldG § 32). | ⊙        | 51,5          | 10. Feb. 1998 |
| Bockscheuer                                         | BW   | 2.214 WDPA: 318211    | Sinsheim Naßwiesen, Seggenriede und Röhrichte mit besonders trittempfindlichen und stark gefährdeten Tier- und Pflanzenarten, Wiesen und Gehölze und Grundwasserteich als vernetzte Lebensräume der auf Gewässer, Wiesen, Hochstaudenfluren, Seggenriede, Röhrichte und/oder Gehölze angewiesenen Tier- und Pflanzenwelt. | ⊙        | 11,2          | 21. Dez. 1998 |
| Altenbachtal und Galgenberg                         |      | 2.215 WDPA: 318095    | Malsch, Mühlhausen, Rauenberg Naturnahe Standorte der Talaue von Waldangelbach und Altenbach und ihre Randbereiche als Voraussetzung für die spezielle, vielfältige Feuchtgebietsvegetation; durch Gebüsche gut strukturierte und durch Hangsickerwasser und Hangquellen feuchte Wiesenbereiche; trockene Hänge mit einem Mosaik aus Halbtrockenrasen, Streuobstwiesen, Hecken, Hangterrassen und Lößböschungen; Wälder mit einem hohen Maße naturnaher und gut ausgebildeter Waldgesellschaften; ein durch Abbau von Löß entstandener Sekundärbiotop; eine Vielzahl von an feuchte und trockene Biotope gebundene Pflanzen- und Tiergesellschaften. | ⊙        | 116,1         | 21. Dez. 1998 |
| Streuobstwiesen Kleingemünd                         | BW   | 2.235 WDPA: 555560668 | Neckargemünd Erhaltung und Entwicklung eines naturraumtypischen, gut gegliederten Landschaftsausschnitts des Neckartals mit Obstbaum-Wiesen, Baumgruppen, Feldgehölzen, Gebüschen, einer Trockenmauer und einem Traubeneichen-Hainbuchen-Wald. | ⊙        | 15,7          | 13. Sep. 2013 |
| Sandhausener Dünen Pferdstrieb                      |      | 2.237 WDPA: 555588633 | Sandhausen Nacheiszeitlich entstandene, geomorphologisch typisch und gut ausgebildete Sanddüne; Trocken- und Sandrasen, Reste standorttypischen Buchen-Eichenwaldes; Lebensraum seltener Pflanzen-, Pilz- und Tiergemeinschaften. | ⊙        | 15,7          | 31. Juli 1986 |
| Sandhausener Düne, Pflege Schönau-Galgenbuckel      |      | 2.238 WDPA: 555588634 | Sandhausen Nacheiszeitlich entstandene, geomorphologisch typisch ausgebildete Sanddüne; Trocken- und Sandrasen, sandige Waldgesellschaften; Lebensraum seltener Pflanzen-, Pilz- und Tiergemeinschaften. | ⊙        | 21,4          | 11. Dez. 1979 |
| Brombacher Tal                                      |      | 2.239 WDPA: 555595781 | Eberbach Naturraumtypisches Wiesental des Odenwaldes; natürlicher Bachlauf, Wiesen, Hochstaudenfluren, Baumgruppen, Feldgehölze und Gebüsche, magere und artenreiche Wiesen einschließlich Nasswiesen und Trockenrasen, Baumgruppen, Hecken, Feldgehölze, Gebüsche und standortheimische Wälder; Lebensraum teilweise speziell angepasster, seltener und landesweit bestandsgefährdeter Tierarten. | ⊙        | 18,7          | 28. Mai 2015  |
| Brühlwegdüne                                        |      | 2.243 WDPA: 555734371 | Sandhausen Bewaldete Binnendüne, auf der Sandheiden und Lichtwald entwickelt werden soll. Erstes „Entwicklungsnaturschutzgebiet“ in Baden-Württemberg. | ⊙        | 36,53         | 19. Mai 2020  |
| Legende für Naturschutzgebiet                       |      |                       | |          |               |               |